# Novillard
Novillard é uma comuna francesa na região administrativa de Borgonha-Franco-Condado, no departamento do Território de Belfort. Estende-se por uma área de 3,79 km². Em 2010 a comuna tinha 305 habitantes (densidade: 80,5 hab./km²).